# Port lotniczy Hrabstwo Lethbridge
Port lotniczy Hrabstwo Lethbridge (IATA: YQL, ICAO: CYQL) – port lotniczy położony 7,4 km na południowy wschód od Lethbridge, w prowincji Alberta, w Kanadzie.